# Kapsa vana
Kapsa vana är en insektsart som beskrevs av Irena Dworakowska 1981. Kapsa vana ingår i släktet Kapsa och familjen dvärgstritar. Inga underarter finns listade i Catalogue of Life.